# Théâtre Mariinsky

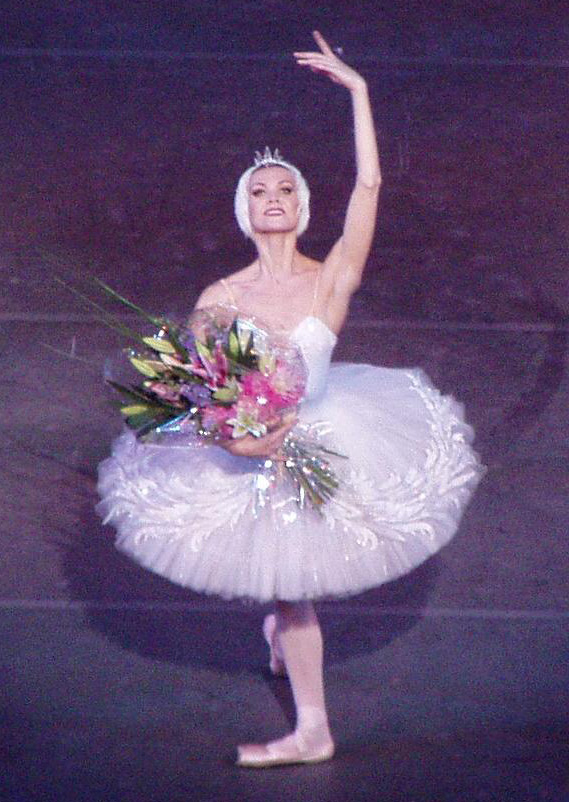
Ouliana Lopatkina.

Le théâtre Mariinski ou Mariinsky, appelé aussi théâtre Marie (en russe : Мариинский театр / Mariinskij teatr ; de 1935 à 1992 appelé le Kirov), est une salle de spectacle de Saint-Pétersbourg en Russie, ainsi qu'une compagnie d’opéra, de ballet et de concerts.
Le théâtre a été construit comme l'un des théâtres de la troupe impériale. La troupe impériale de Saint-Pétersbourg a utilisé plusieurs théâtres : le théâtre de l'Ermitage (à partir de 1785), le théâtre impérial au palais de Gatchina (depuis Paul Ier, à la fin du XVIIIe siècle), le théâtre Bolchoï Kamenny (1784-1886), le théâtre Alexandra (à partir de 1832, ensuite le théâtre est devenu dramatique), le théâtre Michel (à partir de 1833), le Théâtre-cirque (à partir de 1849).
Les mêmes acteurs ont travaillé sur toutes les scènes de ces théâtres, mais les orchestres étaient attachés à chaque théâtre.
Le Théâtre-cirque a brûlé en 1859, et à sa place on a construit un nouveau théâtre qui a reçu le nom de Mariinsky. Il se trouve place du Théâtre, dans le district de l'Amirauté.

## Architecture
Le théâtre Mariinsky a été construit en 1860 par Alberto Cavos dans un style « Renaissance baroque » et nommé en hommage à Marie Alexandrovna, femme de l'empereur Alexandre II. Le théâtre fut ouvert au public le 2 octobre 1860 pour une représentation de l'opéra de Mikhaïl Glinka, Une vie pour le tsar.
Bientôt, il a été décidé de donner au théâtre des opéras, et un peu plus tard, à partir de Marius Petipa en 1870, de le consacrer aussi à des ballets. Le théâtre Mariinsky est devenu un théâtre d'opéra et de ballet. C'est ici qu'eurent lieu les premières de nombreux opéras russes : Tchaïkovski, Rubinstein, Moussorgski, Borodine, Rimski-Korsakov , etc. C'est là que chantaient Fédor Chaliapine ou Sobinov.
La salle a été construite sur la base d'une salle de spectacle existante qui abritait un cirque. Les architectes ont transformé la piste en parterre, modifié en profondeur les gradins et loges existantes, et supprimé une partie de ceux-ci pour construire une scène. De ce fait, la salle a une forme très originale, particulièrement large, qui conserve toutefois l'allure générale d'une salle à l'italienne en « U ». De fait, aucune scène au monde n'avait une telle largeur au moment où le Mariinsky a été construit[réf. souhaitée].
Petite cause, grands effets : très vite, les chorégraphes se sont rendu compte que cette largeur rendait caducs les formats d'occupation de scène qu'ils utilisaient jusqu'alors. Les chorégraphies traditionnelles semblaient vite ridicules au milieu de cette scène immense. Il a donc fallu inventer une nouvelle façon de penser l'occupation de la scène, ce qui provoqua une mutation profonde dans les chorégraphies.

Salle du théâtre Mariinsky
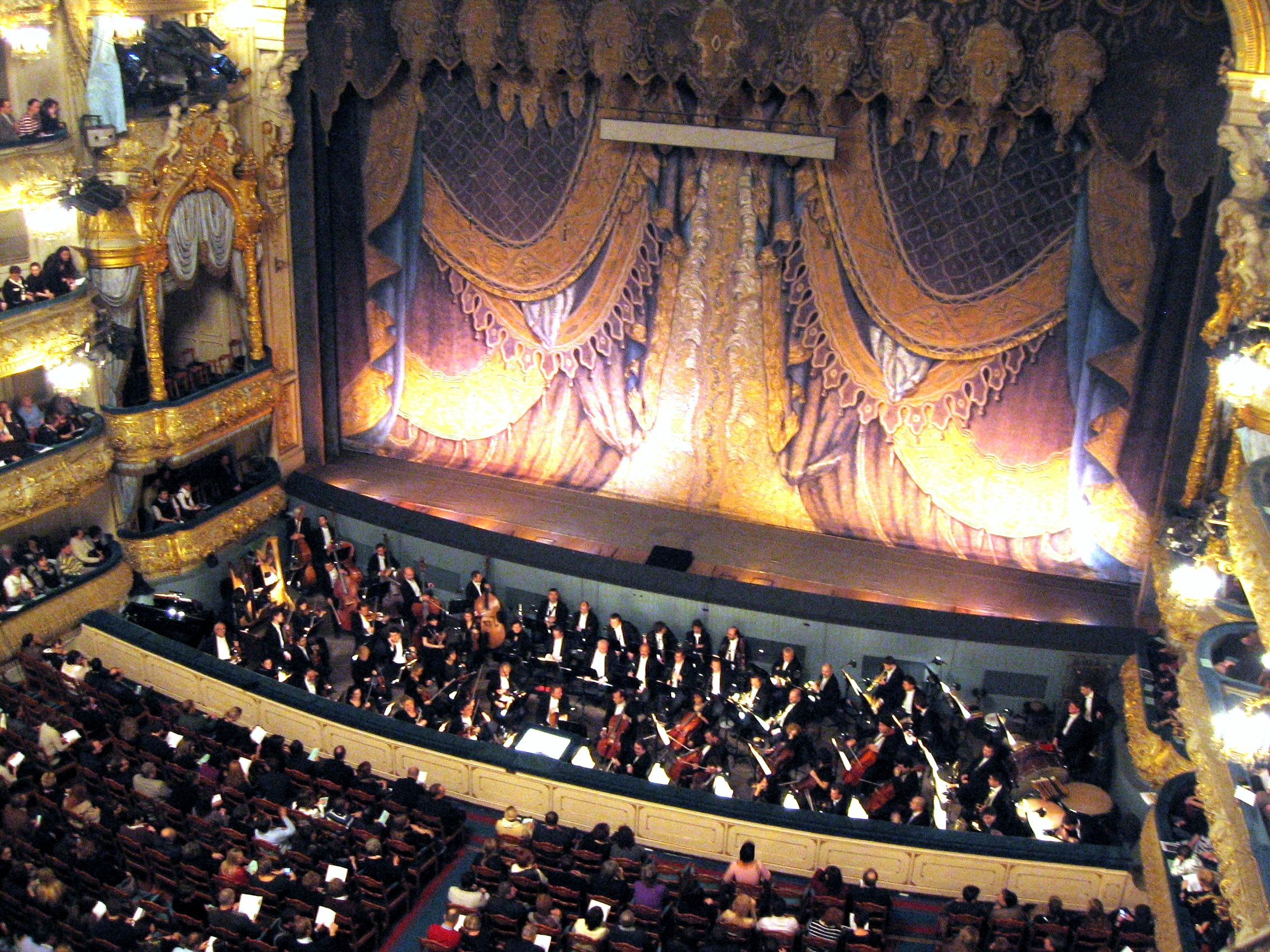
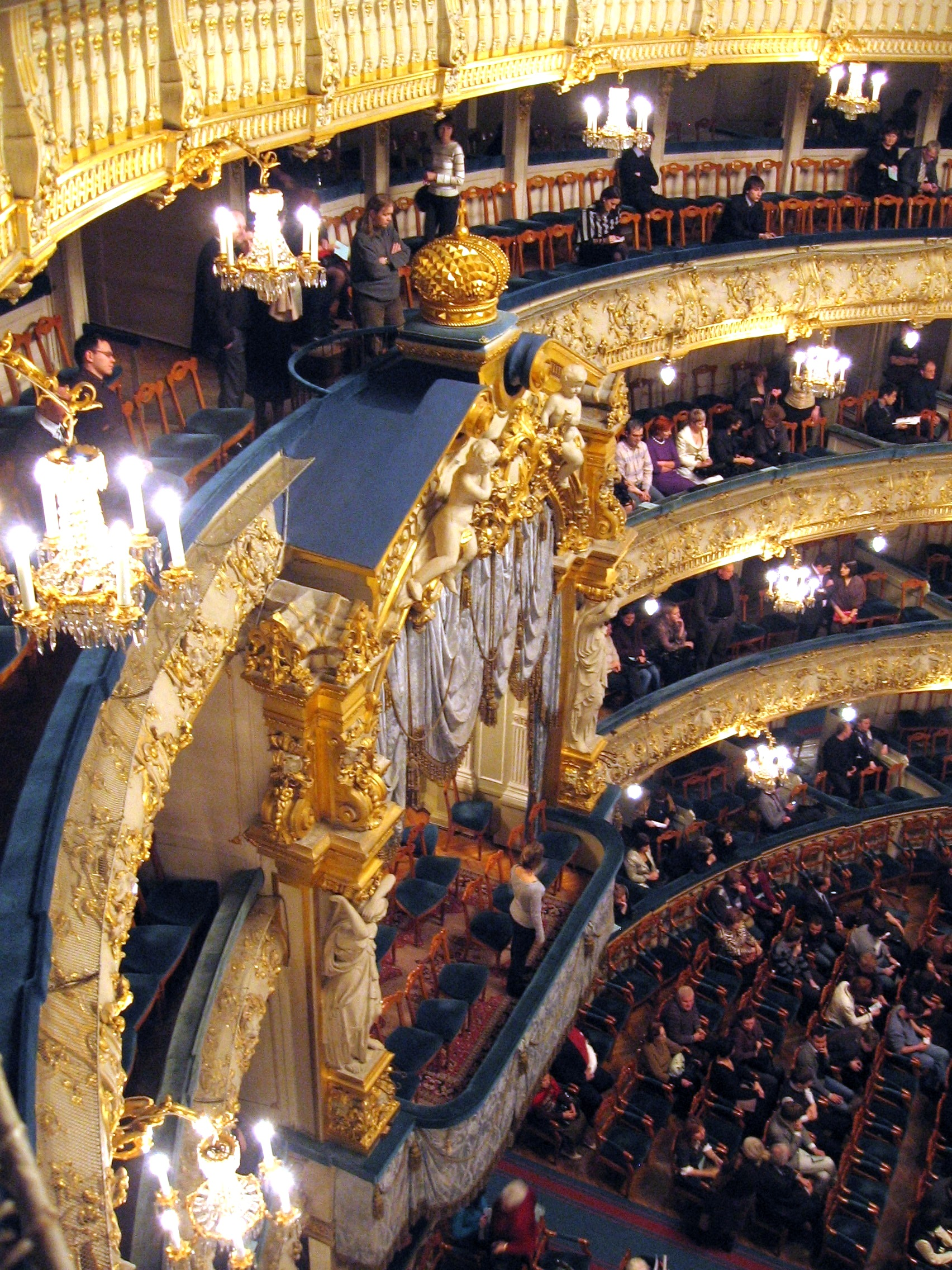
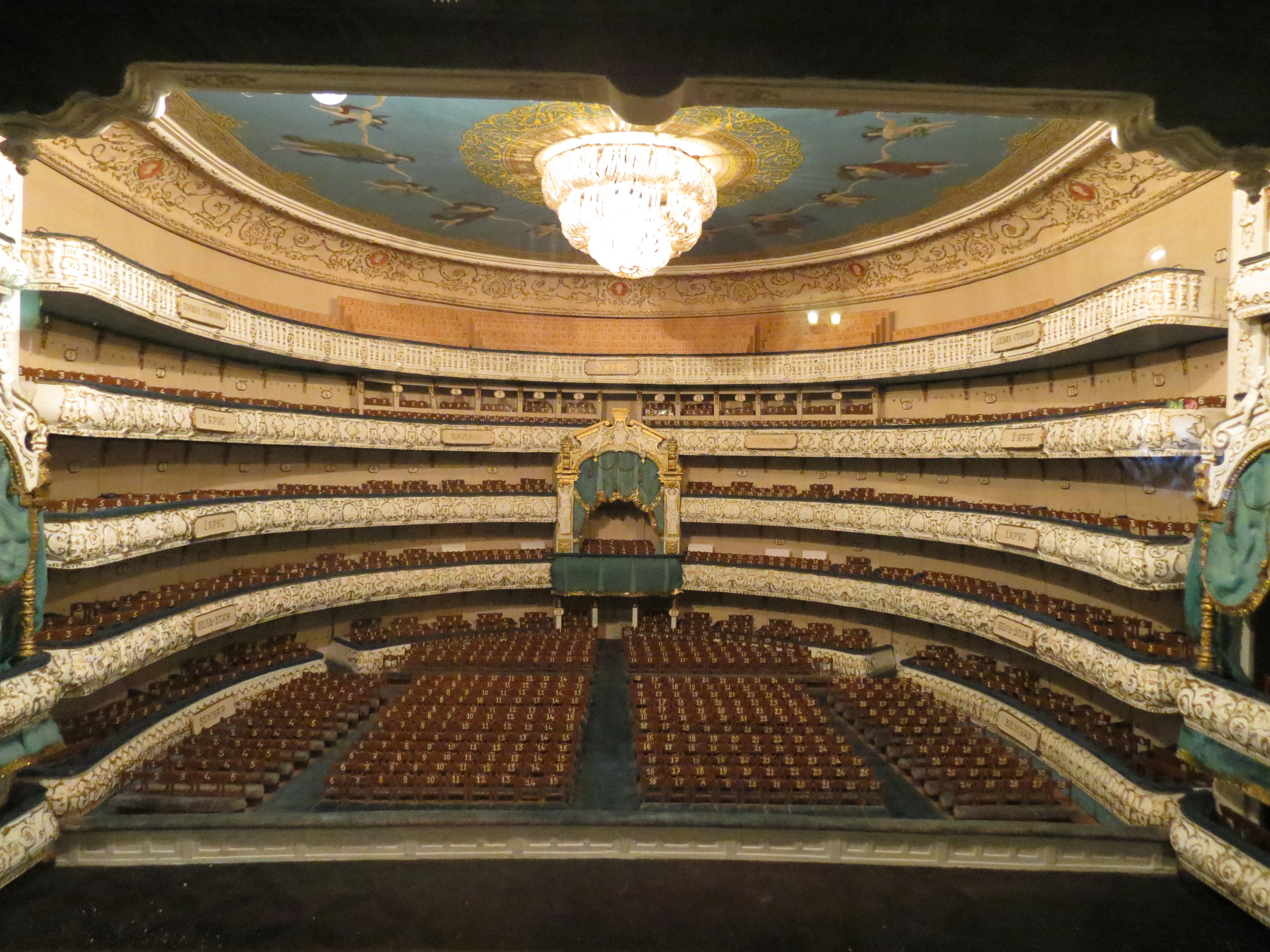

## Heures de gloire
Si le Mariinsky a toujours été constitué d'un doublet « lyrique plus danse », c'est surtout par son corps de ballet que le Mariinsky construisit sa réputation[réf. nécessaire], notamment sous l'impulsion de Marius Petipa, qui y créa plusieurs dizaines de chorégraphies, dont beaucoup sont encore dansées aujourd'hui.
La fin du XIXe siècle marque l'âge d'or de la compagnie, qui « invente » le ballet « à la russe », caractérisé par le spectaculaire et la durée des ballets, souvent supérieure à deux heures. Le Mariinsky est alors la référence mondiale de la danse[réf. souhaitée].
Toutefois, le corps de ballet reste une référence mondiale. Ainsi, l'orientation très moderniste prise par Michel Fokine, directeur du théâtre au début du XXe siècle, donnera naissance aux fameux Ballets russes, qui ne sont rien d'autre que le nom pris par la troupe du Mariinsky lors de ses premières tournées.
Ces tournées, organisées par Serge Diaghilev, présentent au monde entier les grands talents du Mariinsky de l'époque, et notamment Vaslav Nijinsky. Le triomphe des Ballets russes donne des idées d'indépendance aux vedettes de la troupe, qui quittent le corps de ballet officiel, tel Nijinsky qui rejoint à temps plein le projet de Diaghilev avant de fonder sa propre compagnie privée à Londres.
Quelques années plus tard, la Révolution russe provoque le déclin du Mariinsky, qui ne retrouva jamais son prestige, malgré la qualité jamais démentie de son école de danse.
Après la révolution de 1917, le théâtre a cessé d'être impérial et a acquis le statut d'auto-organisation. En 1920 il est renommé en Théâtre d’État de l’opéra et ballet (en russe : ГАТОБ / GATOB) et en 1935, peu de temps après l’assassinat de Sergueï Kirov, chef communiste de Léningrad, son nom est attribué au théâtre. Le nom originel est restauré en 1992.
Les opéras des compositeurs étrangers ont été représentés plus souvent au Mariinsky que dans les autres théâtres musicaux du pays. En particulier, les années 1920 ont vu les premières soviétiques de Salomé (1924), Der ferne Klang (1925), Wozzeck (1927) et Rosenkavalier (1928). Vers le début des années 1930 le Mariinsky est à l’ombre du théâtre Bolchoï, qui devient maintenant le théâtre de la cour protégé par les chefs communistes du pays. Les deux chefs talentueux, Ari Pazovski et puis Boris Khaïkine sont déménagés à Moscou et y travaillent au Bolchoï.
Ainsi, tout au long du XXe siècle, le Mariinsky perd de son aura et a du mal à retenir les élèves qu'il forme, tels que Rudolf Noureev, Natalia Makarova ou Mikhaïl Barychnikov. Certains choisissent de « trahir » pour rejoindre le théâtre Bolchoï de Moscou (le rival historique, plus apprécié des autorités communistes que le Kirov du Léningrad d'alors). D'autres émigrent et quittent l'URSS pour vivre en Occident.
Le nouvel essor du Mariinsky commence à la fin des années 1980. En 1988, Valeri Guerguiev en devient chef principal, c’est à lui qu’on doit les festivals d’opéra consacrés à Moussorgski (1989), Tchaïkovski (1990), Prokofiev (1991) et Rimski-Korsakov (1994).

## Renaissance

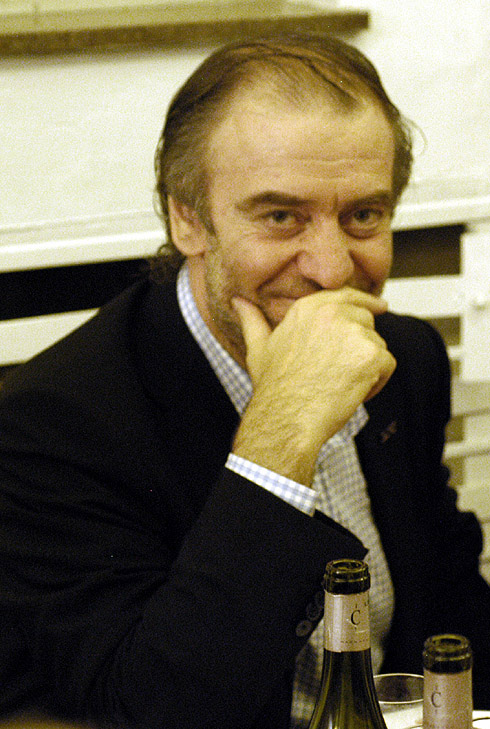
Valeri Guerguiev en 2007.

Depuis la fin du régime communiste, le Mariinsky cherche à se moderniser à grande vitesse pour conserver son rang et empêcher la fuite de ses vedettes, attirées par les salaires et les conditions de travail que leur proposent les grandes troupes occidentales.
Le changement est en route, et le directeur actuel du Théâtre, Valery Gergiev, chef d'orchestre mondialement connu, se bat pour rétablir le Mariinsky parmi les meilleures scènes du monde.
Le théâtre doit sa renaissance au soutien financier du président-directeur général de Total Christophe de Margerie. Valery Gergiev le fait entrer au conseil d'administration et le met en contact, dans le cadre de l'amitié culturelle franco-russe, avec son ami Vladimir Poutine. L'objectif de Christophe de Margerie est l'obtention du contrat avec la société Novatek pour l'exploitation des gisements de gaz de la péninsule de Yamal. Le contrat est signé en 2011 avec Guennadi Timtchenko et Leonid Mikhelson, les principaux actionnaires de Novatek. Après la mort de Christophe de Margerie, le chantier de Yamal est réalisé par Total entre 2014 et 2017. Le navire méthanier qui transportera le gaz naturel liquéfié vers l'Europe est baptisé par Vladimir Poutine Christophe de Margerie.
De fait, la renaissance du Mariinsky se fait essentiellement aujourd'hui par le lyrique grâce à la personnalité de Valery Guerguiev. Il est notamment à l'origine du festival des Nuits blanches de Saint-Pétersbourg, qui devient d'année en année un événement de plus en plus remarqué dans le monde artistique et qui rencontre un très grand succès auprès du public international[réf. souhaitée].
Sur le plan architectural, les projets du Mariinsky sont immenses et à la hauteur des ambitions artistiques : construction de deux salles neuves supplémentaires, dont une dédiée aux concerts. Ces projets ont été confiés à deux cabinets d'architectes français (Fabre & Speller, Dominique Perrault), à la suite de concours internationaux.
Du point de vue de la danse, on assiste également à l'émergence d'une nouvelle génération de ballerines, telles Evguenia Obraztsova, Viktoria Terechkina et Alina Somova, dans la droite ligne des étoiles de la compagnie : Ouliana Lopatkina, Diana Vichneva. Le rayonnement de la danse russe retrouve ainsi une ampleur internationale, les danseurs de la compagnie - comme les chorégraphes - étant invités aux quatre coins du monde notamment France, Italie, États-Unis et Japon).
À terme, la salle historique sera également rénovée intégralement, pour que le Mariinsky dispose finalement de trois salles aux normes les plus modernes. Les trois salles, voisines, mais séparées, s'appellent Mariinsky 1 (la salle traditionnelle), Mariinsky 2 (le nouveau théâtre) et Mariinsky 3 (dédiée aux concerts symphoniques).

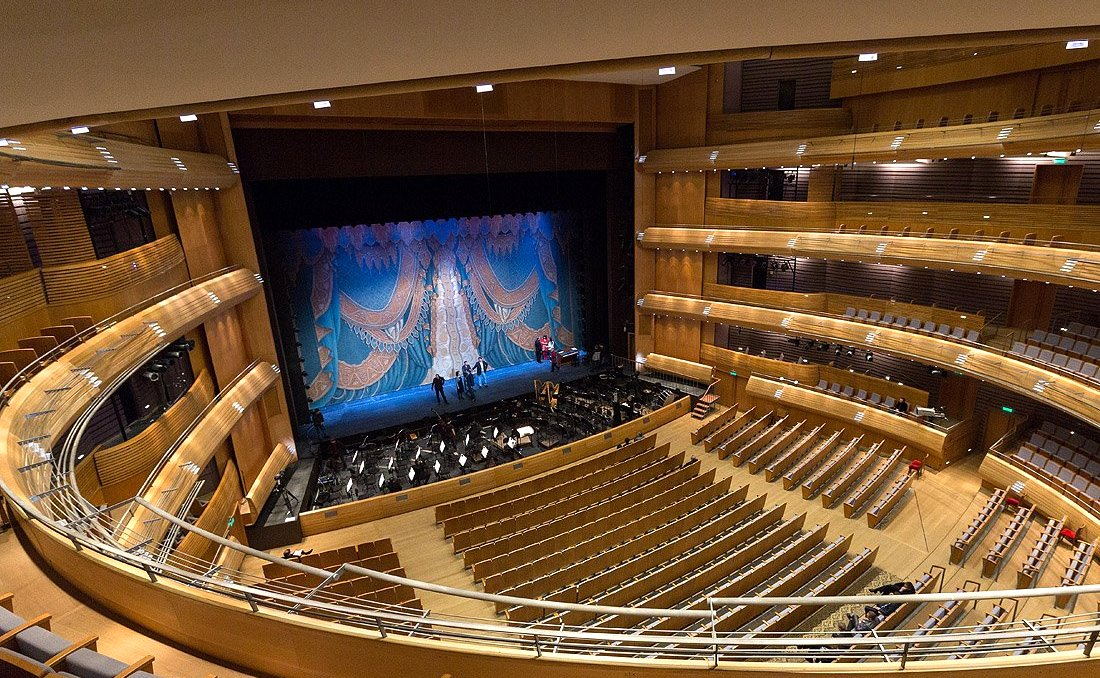
Marinnsky 2 - intérieur.

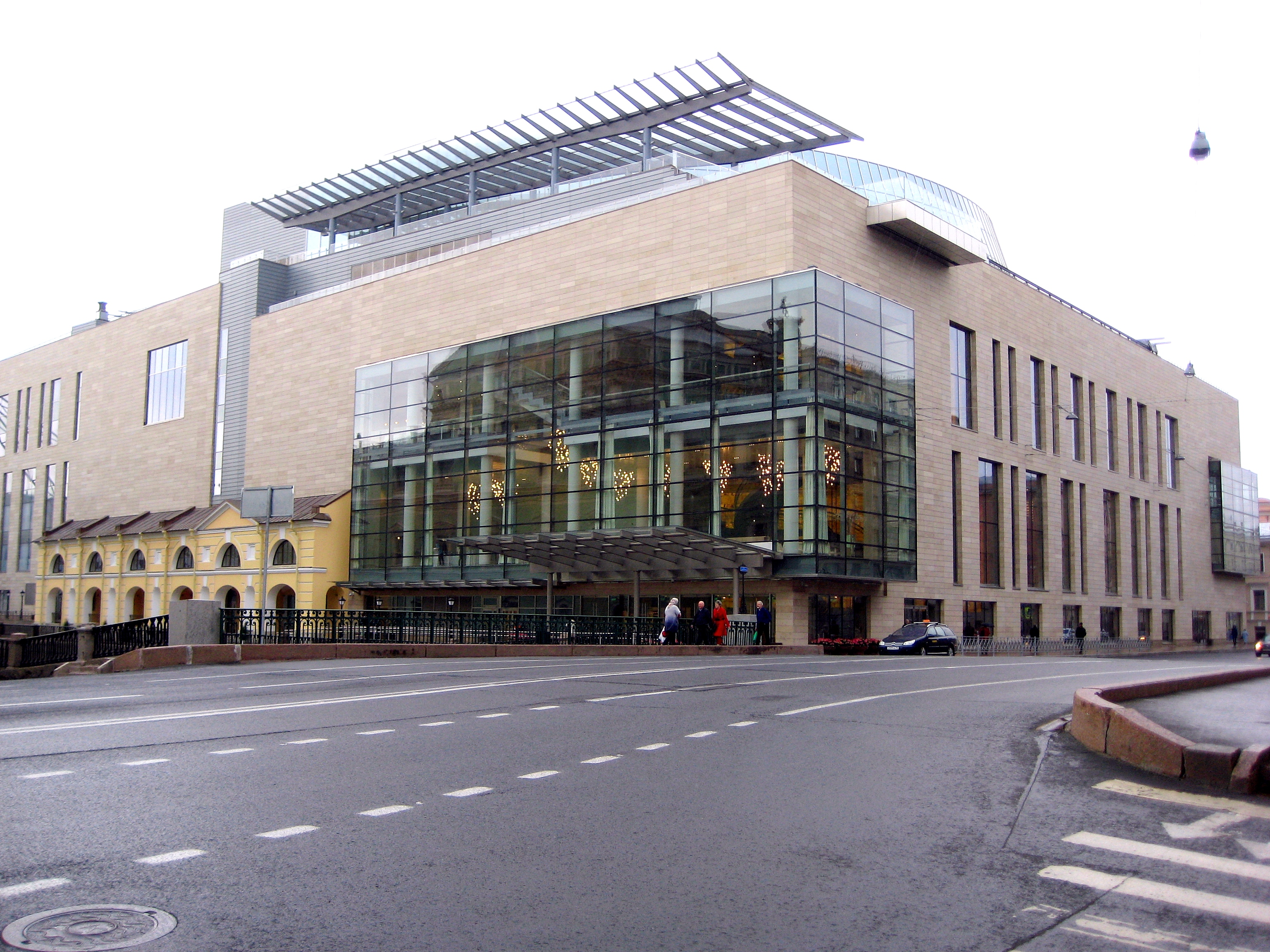
La nouvelle salle - Mariinsky 2 - façade.

## Chefs principaux du théâtre
- Constantin Liadov (1860-1869 / le père d'Anatoli Liadov)
- Eduard Nápravník (1869-1916)
- Emil Cooper (1919-1924)
- Vladimir Dranichnikov (1925-1936)
- Ari Pazovski (1936-1943)
- Boris Khaïkine (1943-1953)
- Sergueï Eltsine (1953-1961)
- Alexandre Klimov (1961-1967)
- Konstantin Simeonov (1967-1975)
- Viktor Fedotov (1975-1976)
- Iouri Temirkanov (1976-1988)
- Valeri Guergiev (depuis 1988)

## Ballet du Théâtre Mariinsky
Héritier des spectacles de danse donnés à la cour de 1730 à 1770, le ballet s'établit en 1788 au théâtre Bolchoï Kamenny et à partir des années 1860 et définitivement après 1885 au théâtre Mariinsky.
De grands chorégraphes étrangers s'y succèdent au XVIIIe siècle. Grâce au travail de Charles-Louis Didelot, le ballet russe est prêt à accueillir le romantisme et acclame les tournées de Marie Taglioni de 1838 à 1842.
Son histoire est liée à son école, l'Académie de ballet Vaganova, fondée par la ballerine Agrippina Vaganova.

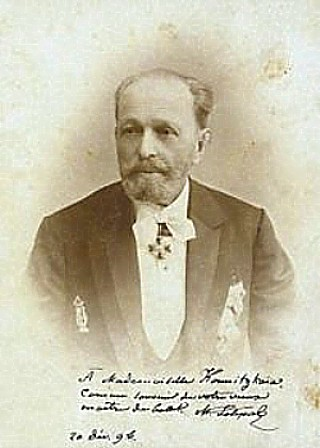
Marius Petipa vers 1890.

### Avant le Mariinsky
- 1733-1747 : Jean-Baptiste Landé
- 1742-1759 : Antonio Rinaldi
- 1758-1764 : Franz Hilverding
- 1766-1772 : Gasparo Angiolini
- 1779-1783 : Giuseppe Canziani
- 1784-1792 : Giuseppe Canziani
- 1792-1799 : Charles Le Picq
- 1801-1811 : Charles-Louis Didelot
- 1803-1819 : Ivan Valberkh, en partage avec Didelot, puis seul
- 1816-1829 : Didelot, en partage avec Valberkh, puis seul
- 1832-1848 : Antoine Titus
- 1848-1859 : Jules Perrot
- 1859-1869 : Arthur Saint-Léon

### Théâtre Mariinsky
- 1869-1904 : Marius Petipa
- 1904-1909 : Michel Fokine
- 1909-1922 : Nicolas Legat
- 1922-1931 : Fedor Lopoukhov
- 1931-1937 : Agrippina Vaganova
- 1938-1944 : Leonid Lavrovski
- 1944-1946 : Fedor Lopoukhov
- 1946-1951 : Piotr Goussev
- 1951-1955 : Constantin Sergueïev
- 1955-1956 : Fedor Lopoukhov
- 1956-1959 : Boris Fenster
- 1960-1966 : Constantin Sergueïev
- 1967-1972 : Oleg Vinogradov
- 1972-1977 : ?
- 1977-1995 : Oleg Vinogradov
- 1995-2008 : Makharbek Vaziev
- Depuis 2008 : Iouri Fateïev

### Troupe du ballet

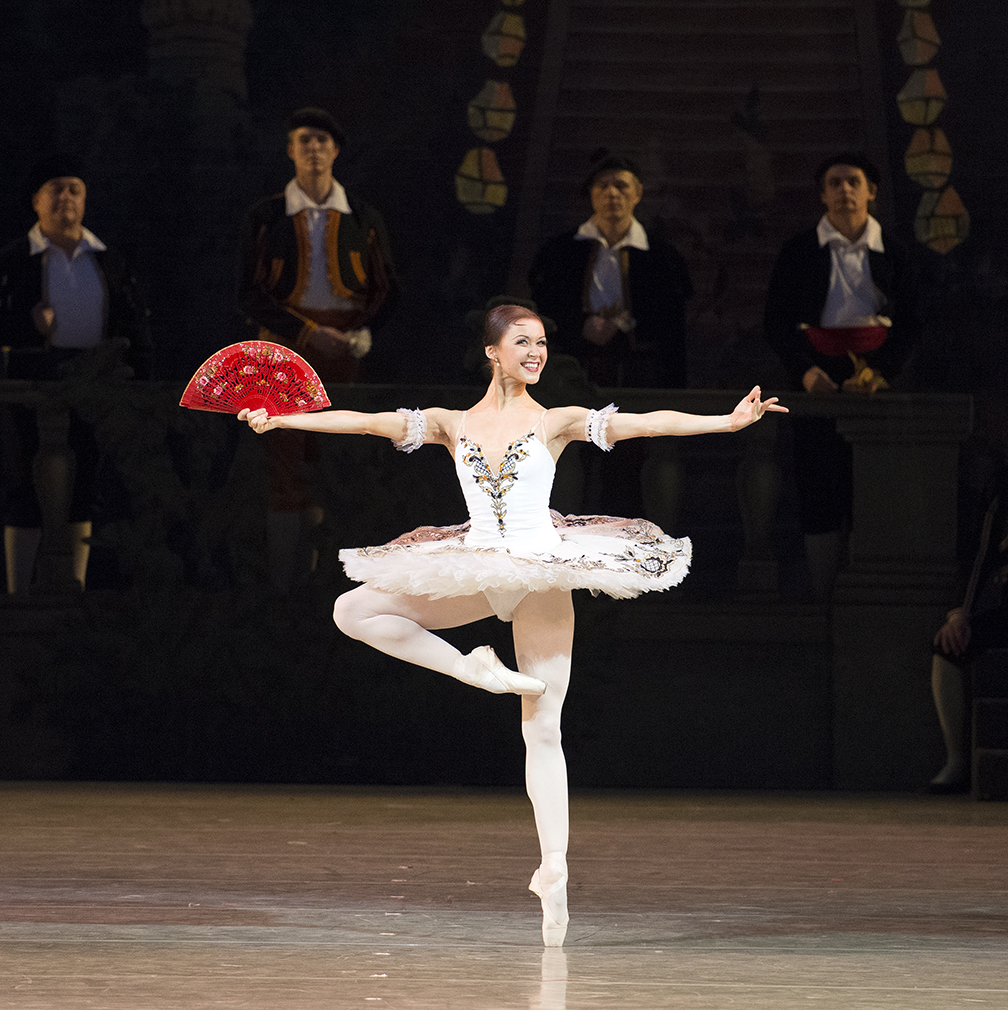
Elena Evseeva dans le rôle de Kitri, dans Don Quichotte.

(au 9 janvier 2017):

#### Ballerines et  danseurs principaux
- Ekaterina Kondaurova (en)
- Ouliana Lopatkina
- Youlia Makhalina
- Daria Pavlenko (en)
- Oksana Skorik (en)
- Alina Somova
- Viktoria Terechkina
- Diana Vichneva
- Timour Askerov
- Evgueny Ivantchenko
- Kimin Kim
- Igor Kolb (en)
- Vladimir Chkliarov (en)
- Danila Korsountsev
- Xander Parish (en)
- Denis Matvienko (soliste invité)
- Andreï Batalov (soliste invité)

#### Premiers solistes
| - Sofia Goumerova (Lazoutkina) - Anastasia Kolegova - Anastasia Matvienko - Olessia Novikova - Yekaterina Osmolkina - Renata Shakirova | - Kristina Chapran - Elena Evseeva - Andreï Ermakov (en) - Anton Korsakov - Alexandre Sergueïev - Nikita Chtcheglov - Philipp Stepine - Constantin Zverev - Maria Khoreva |